# EA Sports Active
EA Sports Active é um vídeo game desenvolvido pela EA Vancouver para o console Wii. Foi lançado em 19 de maio de 2009 na América do Norte.